# Glyphonotus ingrischi
Glyphonotus ingrischi är en insektsart som beskrevs av Adrienne Garai 2002. Glyphonotus ingrischi ingår i släktet Glyphonotus och familjen vårtbitare. Inga underarter finns listade i Catalogue of Life.